# (2607) Yakutia
(2607) Yakutia ist ein Asteroid des inneren Hauptgürtels, der von dem sowjetischen Astronomen Nikolai Tschernych am 14. Juli 1977 am Krim-Observatorium in Nautschnyj (IAU-Code 095) entdeckt wurde. Unbestätigte Sichtungen des Asteroiden hatte es vorher schon mehrere gegeben: 25. Mai 1951 unter der vorläufigen Bezeichnung 1951 KK am Goethe-Link-Observatorium in Indiana sowie im August 1966 (1966 PN) am Boyden Observatory bei Bloemfontein.
Der Asteroid gehört zur Nysa-Gruppe, einer nach (44) Nysa benannten Gruppe von Asteroiden (auch Hertha-Familie genannt, nach (135) Hertha). Die zeitlosen (nichtoskulierenden) Bahnelemente von (2607) Yakutia sind fast identisch mit denjenigen von fünf kleineren, wenn man von der Absoluten Helligkeit von 15,3, 16,4, 16,6, 18,2 und 18,4 gegenüber 13,6 ausgeht, Asteroiden: (14908) 1993 OQ4, (104274) 2000 EU274, (139179) 2001 FT137, (457646) 2009 BD190 und 2005 ST44.
Der mittlere Durchmesser von (2607) Yakutia wurde mit 4,711 (±0,051) km berechnet, die Albedo mit 0,280 (±0,049).
Der Asteroid wurde am 1. Dezember 1982 nach der Jakutischen ASSR benannt, der heutigen Republik Sacha.